# Plan B (Duo)
Plan B (auch El Dúo del Sex) war ein puerto-ricanisches Reggaeton-Duo. Es bestand aus den Cousins Chencho (* 19. Februar 1979 in Bayamón, bürgerlich Orlando Javier Valle Vega) und Maldy (* 29. Juli 1982 in Guayama, bürgerlich Edwin Vázquez Vega).

## Karriere
Die beiden veröffentlichten im Jahre 1999 ihren ersten Song „Voy Subiendo“ in Zusammenarbeit mit DJ Blass. Damals nannten die beiden sich noch „The Panic“, bevor sie sich nach ihrem Song „Plan B“ umbenannten. Sie kooperierten weiterhin mit DJ Blass und waren auf dessen Alben „Triple Sexxx“ (2001), „Reggaeton Sex Live“ (2001), „Sandunguero Vol. 1“ (2001) und „Reggaeton Sex Crew“ (2002) zu hören.
Im Jahre 2002 schließlich wurden sie einem breiten Publikum bekannt und veröffentlichten mit „El Mundo del Plan B: Los Que la Montan“ ihr erstes Studioalbum, welches unter anderem Kollaborationen mit Daddy Yankee und Speedy enthielt. Sowohl Chencho als auch Maldy sind auch als Produzenten tätig und haben mit „Chencho Records“ bzw. „Maldy Records“ ihr eigenes Label. Ihr zweites Studioalbum wurde 2005 fertig gestellt und trägt den Titel „Los Nenes Del Blin Blin“. Mit „House of Pleasure“ wurde 2010 schließlich das dritte Studioalbum veröffentlicht. Ihr viertes Album namens „Love and Sex“ wurde 2014 veröffentlicht und enthält Kollaborationen mit Alexis y Fido, J Alvarez, Tego Calderón und Zion y Lennox. Schließlich gaben sie 2018 die Auflösung bekannt. Orlando verfolgt seitdem als Chencho Corleone eine Solokarriere.

## Auszeichnungen

### Latin Grammy Awards
- 2016: Best Urban Song für „A Donde Voy“ (Cosculluela feat. Daddy Yankee, geschrieben von Chencho): nominiert

### Billboard Latin Music Awards
- 2016: Latin Rhythm Songs Artist of the Year, Duo or Group: nominiert
- 2016: Latin Rhythm Albums Artist of the Year, Duo or Group: gewonnen